# Sophie Piccard

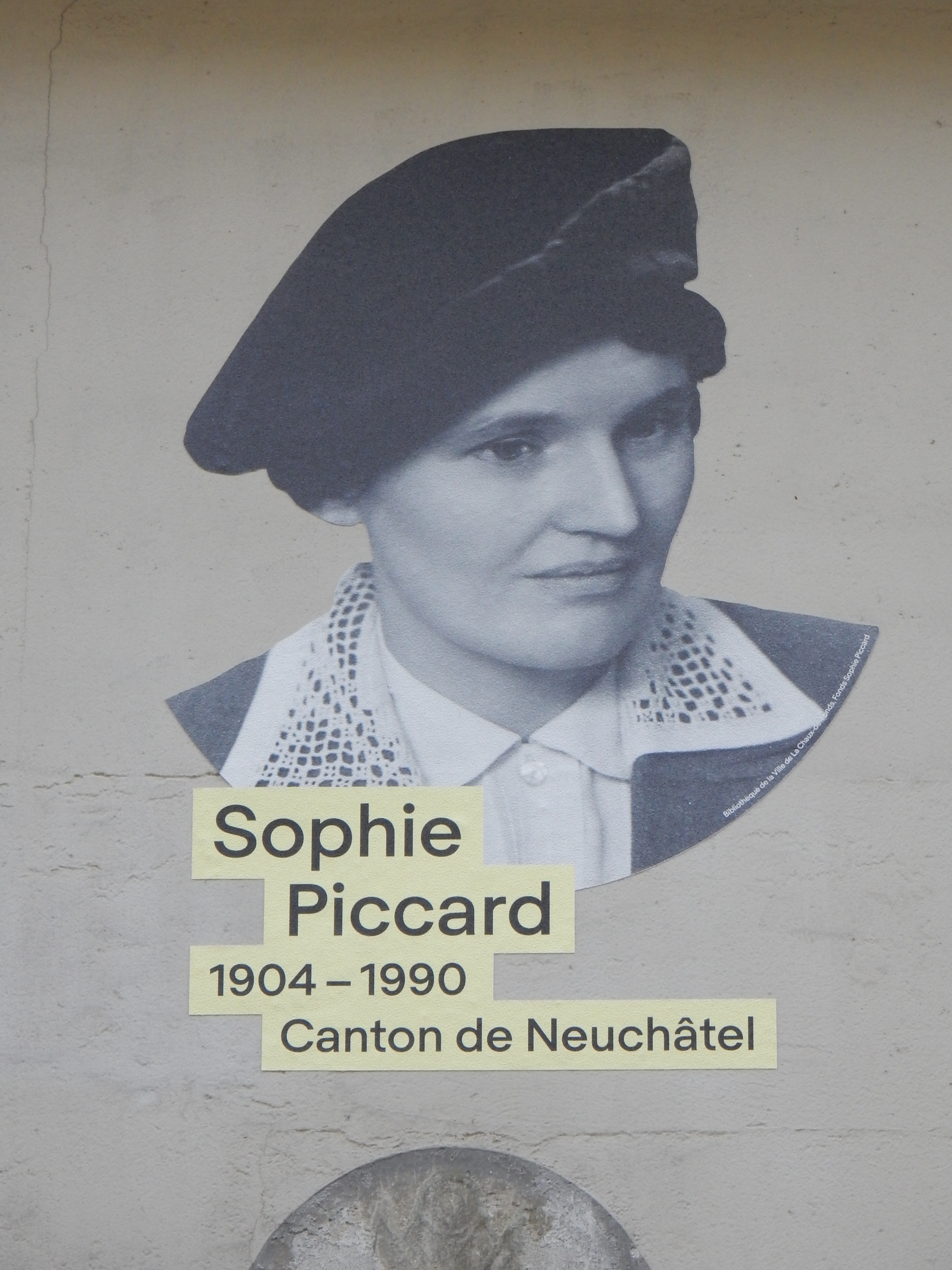
Sophie Piccard (hommage2021.ch)

Sophie Piccard (* 27. September 1904 in Sankt Petersburg; † 6. Januar 1990 in Freiburg im Üechtland) war eine Schweizer Mathematikerin.

## Leben
Sophie Piccard, Tochter des Schweizer Professors Eugéne Ferdinand Piccard und dessen russischer Ehefrau, studierte Mathematik und Naturwissenschaften an der Universität Smolensk mit dem Diplom 1925. Danach ging sie mit ihren Eltern in die Schweiz. Da ihr russisches Diplom nicht anerkannt wurde, studierte sie an der Universität Lausanne mit dem Abschluss (Lizenziat) in Mathematik 1927 und der Promotion 1929 bei Dmitry Mirimanoff. Da sie keine Anstellung als Lehrerin fand, arbeitete sie 1929 bis 1932 als Aktuarin bei der La Neuchâteloise und 1932 bis 1936 in einer Zeitung (Feuille d'Avis de Neuchâtel). Ab 1936 hielt sie Vorlesungen über Geometrie an der Universität Neuenburg und wurde 1938 außerordentliche Professorin für höhere Geometrie. Außerdem lehrte sie Stochastik und Versicherungslehre. 1940 gründete sie dort das außeruniversitäre Zentrum für Reine Mathematik (Centre de mathématiques pures) und war dessen Direktor. Trotz Konflikten mit männlichen Kollegen, bei denen sie aneckte, wurde sie 1943 die erste ordentliche Professorin an einer Westschweizer Universität.
Bekannt ist sie für eine Monographie über metrische Geometrie euklidischer Räume von 1939. Sie befasste sich mit Gruppentheorie (endliche Gruppen, kombinatorische Gruppentheorie), linearer Algebra und Mengenlehre. Sie veröffentlichte bis ins hohe Alter mathematische Arbeiten und gab auch die Werke ihrer Mutter Eulalie (geborene Güeé) über russische Geschichte und Literatur heraus, die 1957 starb.
1932 und 1936 war sie eingeladene Sprecherin auf den Internationalen Mathematikerkongressen.

## Schriften
- Sur les ensembles de distances des ensembles de points d’un espace Euclidean, Mémoires de L’Université de Neuchâtel 13, Paris: Gauthier-Villars, 1939